# Adalmiro Bartolini
Adalmiro Bartolini (...) è un politico sammarinese.
È stato Capitano reggente dal 1⁰ aprile 1990 al 1⁰ ottobre 1990, in coppia con Ottaviano Rossi.